# Liocichla bugunorum
La liocicla dei Bugun (Liocichla bugunorum Athreya, 2006) è un uccello passeriforme della famiglia Leiothrichidae.
È stato avvistato per la prima volta nel 1995 ed è stato descritto nel 2006 da un astronomo professionista, Ramana Athreya.

## Descrizione
È un uccello di piccola taglia che può arrivare ai 22 cm, con il piumaggio color grigio-oliva e il capo nero. La faccia è arancio-gialla e ali rosse, gialle e bianche. La coda è nera con una fiamma di rosso. Le zampe sono rosate e il becco nero.

## Distribuzione e habitat
Gli unici esemplari noti di questa specie si trovano all'interno di una riserva naturale (Eaglenest Wildlife Sanctuary), nel nord-est dell'India.